# Движение тоголезского народа
Движение тоголезского народа (фр. Mouvement Populaire Togolais, MPT) — политическая партия Французского Того. Партия была основана в 1954 года после отделения от Партии прогресса Того.

## История
Партия была основана 16 августа 1954 года, отделившись от Партии прогресса Того в результате конфликта, вызванного исключением Джона Атайи. Движение тоголезского народа получило 1,4 % голосов на выборах 1955 года и не получило ни одного места Территориального собрания Того. На следующих выборах 1958 года её доля упала до 0,3 % и вновь без представителей в Собрании.
После военного переворота 1963 года Движение тоголезского народа было одной из четырёх партий, образовавших альянс Примирение и национальный союз. Список альянса был единственным партийным списком, участвовавшим во всеобщих выборах того же года, а лидер Движения тоголезского народа Николас Грюницкий — единственным кандидатом в президенты. В результате каждая из четырёх участвовавших партий альянса получила по 14 мест Национального собрания, а Николас Грюницкий был избран президентом Того.
Однако после государственного переворота 1967 года партия была рааспущена.

## Участие в выборах

### Парламентские выборы
| Выборы | Голоса                                        | %      | Места    | +/-  |
| ------ | --------------------------------------------- | ------ | -------- | ---- |
| 1955   | 2 089                                         | 1,4 %  | 0 из 30  | ▬    |
| 1958   | 842                                           | 0,3 %  | 0 из 46  | ▬    |
| 1963   | 568 893 альянс Примирение и национальный союз | 98,6 % | 14 из 56 | ▲ 14 |

### Президентские выборы
| Год  | Кандидат          | Голоса                                        | Голоса | Результат |
| Год  | Кандидат          | Количество                                    | %      | Результат |
| ---- | ----------------- | --------------------------------------------- | ------ | --------- |
| 1963 | Николас Грюницкий | 568 893 альянс Примирение и национальный союз | 100 %  | Победа    |